# Edmond Paris
Edmond Paris (Parigi, 25 gennaio 1894 – 1970) è stato un saggista e filosofo francese.
È autore tra gli altri di Genocidio nella Croazia satellite 1941-1945. Il libro, pubblicato originariamente nel 1960 per l'Istituto americano per gli affari balcanici di Chicago è apparso in traduzione italiana presso i tipi del Club degli Editori di Milano nel 1976.

## Opere
- Le Vatican contre la France (Paris, 1957)
- Genocide in satellite Croatia 1941-1945. Religious and Racial Persecutions in Croatia (Chicago, 1960)
- Le Vatican contre l'Europe (Paris, 1959-1969)
- Les Jésuites Armée secrète de la Papauté (Paris, 1970)
- Les Mystères de Lourdes (Fatima, 1971)
- Bréviaire de la Superstition catholique (1974)
- Regards sur l'Education catholique (1972)
- The Secret History of the Jesuits ( 'Storia Segreta dei Gesuiti', pubblicato nel 1986)